# Retevirgula lata
Retevirgula lata är en mossdjursart som beskrevs av Osburn 1950. Retevirgula lata ingår i släktet Retevirgula och familjen Calloporidae. Inga underarter finns listade i Catalogue of Life.